# Klopeiner See
Klopeiner See (słoweń. Klopinjsko jezero) – naturalny zbiornik wodny w pobliżu miasta Völkermarkt w austriackiej Karyntii, na obszarze gminy St. Kanzian am Klopeiner See. Jego powierzchnia to około 1,1 km² a głębokość maksymalna to 48 metrów. Podstawową funkcją jeziora jest rekreacja i wypoczynek.